# Cayuela
Cayuela es una municipio y localidad de la provincia de Burgos, comunidad autónoma de Castilla y León (España).

## Geografía
Tiene un área de 13,47 km² con una población de 174 habitantes (INE 2017) y una densidad de 12,91 hab/km².
El municipio comprende también la localidad de Villamiel de Muñó.

## Monumentos
- Iglesia de San Esteban.

## Demografía
Cayuela cuenta con una población de 188 habitantes (INE 2024).
| Gráfica de evolución demográfica de Cayuela entre 1842 y 2021 |
| |
| Población de derecho según los censos de población del INE. Población de hecho según los censos de población del INE.Entre el censo de 1857 y el anterior, crece el término del municipio porque incorpora a Basconcillos de Muñó y Villamiel de Muñó. |

## Servicios urbanos
Depuradora sostenible de plantas macrofitas, innovador sistema  que proporciona ventajas económicas porque se reduce el gasto energético y se elimina la necesidad de gestionar los lodos, como ocurre con las depuradoras convencionales.

## Historia
Así se describe a Cayuela en el tomo VI del Diccionario geográfico-estadístico-histórico de España y sus posesiones de Ultramar, obra impulsada por Pascual Madoz a mediados del siglo XIX:

Lugar con ayuntamiento en la provincia, partido judicial, diócesis, audiencia territorial y capitanía general de Burgos (2 ½ leguas). Está situado a las márgenes del río Arcos, con clima sano, aunque bastante frío. Tiene 53 casas y una iglesia parroquial dedicada a San Esteban y servida por un cura párroco. Confina con los términos de Mazuelo, Basconcillos y San Mamed de Burgos, y sus producciones son cereales y algún ganado lanar, vacuno y cabrío. Población: 27 vecinos, 108 almas. Capital productivo: 847.400 reales. Imponible: 76.519. Contribución: 2.703 reales 11 maravedíes.
Diccionario geográfico-estadístico-histórico de España y sus posesiones de Ultramar